# Letiště Johna Waynea
Letiště Johna Waynea, anglicky John Wayne Airport, je letiště v Santa Ana v Kalifornii. Letiště bylo pojmenováno po americkém herci Johnu Waynovi.

## Terminály
Letiště má dva terminály A i B. Terminál C je ve výstavbě od roku 2010.

## Lety
Letiště má lety do měst ve Spojených státech, Kalifornii a od roku 2010 do Kanady, mimo jiné z Denveru, Chicagu, New Yorku, Salt Lake City, Sacramento, Los Angeles a San Francisco a sezónně do Honolulu.